# Li Fang
Li Fang (李芳S, Lǐ FāngP; Hengyang, 1º gennaio 1973) è un'ex tennista cinese.
È considerata la prima tennista professionista della Cina.
Professionista dal 1990, in doppio ha vinto in carriera due titoli WTA e ha raggiunto la 49ª posizione del ranking WTA. In singolare ha disputato tre finali nel tour WTA (Hobart 1995, Makarska e Pattaya nel 1998), perdendole tutte, e si è spinta fino alla 36ª posizione mondiale. Ha rappresentato il suo Paese in entrambe le specialità alle Olimpiadi estive del 1992. Ha giocato sette anni nella squadra cinese di Fed Cup. Si è ritirata nel 2001.

## Statistiche WTA

### Singolare

#### Sconfitte (3)
| Legenda                      |
| ---------------------------- |
| Tornei del Grande Slam (0–0) |
| Tier I (0–0)                 |
| Tier II (0–0)                |
| Tier III (0–0)               |
| Tier IV (0–3)                |
| Tier V (0–0)                 |

| N. | Data             | Torneo                                         | Superficie  | Avversaria in finale | Punteggio |
| 1. | 14 gennaio 1995  | Tasmanian International, Hobart                | Cemento     | Leila Meskhi         | 2–6, 3–6  |
| 2. | 19 aprile 1998   | Makarska International Championships, Macarsca | Terra rossa | Květa Hrdličková     | 3–6, 1–6  |
| 3. | 22 novembre 1998 | Pattaya Women's Open, Pattaya                  | Cemento     | Julie Halard-Decugis | 1–6, 2–6  |

### Doppio

#### Vittorie (2)
| Legenda:        |
| --------------- |
| Grande Slam (0) |
| WTA Finals (0)  |
| Tier I (0)      |
| Tier II (0)     |
| Tier III (0)    |
| Tier IV (2)     |
| Tier V (0)      |

| No. | Data            | Torneo                       | Superficie       | Compagna         | Avversarie in finale        | Punteggio |
| 1.  | 18 luglio 1993  | WTA Austrian Open, Kitzbühel | Terra rossa      | Dominique Monami | Maja Murić Pavlina Rajzlova | 6–2, 6–1  |
| 2.  | 20 ottobre 1994 | China Open, Pechino          | Sintetico indoor | Li-Ling Chen     | Kerry-Anne Guse Valda Lake  | 6–0, 6–2  |